# Ла Калера (Чиле)
Ла Калера (шп. La Calera) је општина у Чилеу. По подацима са пописа из 2002. године број становника у месту је био 47.836.

## Демографија
| 2002.  |
| ------ |
| 47.836 |